# تاكويا هارا
تاكويا هارا (باليابانية: 原 拓也) (4 يونيو 1983 في فوكوكا في اليابان – )؛ هو لاعب كرة قدم ياباني سابق كان يلعب كمهاجم.

## وصلات خارجية
- تاكويا هارا على موقع رابطة كرة القدم اليابانية للمحترفين (اليابانية)